# 세종특별자치시보건소
세종특별자치시 보건소(世宗特別自治市保健所, Sejong Health Center)는 세종특별자치시를 관할하는 세종특별자치시청 산하의 보건소이다.
보건소장은 지방서기관, 또는 지방기술서기관으로 보한다.

## 연혁
- 1951년 연기군 보건진료소 설치
- 1963년 연기군 보건소 설치
- 2012년 세종특별자치시 보건소 설치

## 보건지소 및 관할구역[2]
| 명칭            | 사진 | 주소                | 관할구역 | 보건진료소                    |
| --------------- | ---- | ------------------- | -------- | ----------------------------- |
| 연기면 보건지소 |      | 연기면 당산로 81    | 연기면   | 용호보건진료소                |
| 연동면 보건지소 |      | 연동면 내송길 20    | 연동면   |                               |
| 부강면 보건지소 |      | 부강면 부강5길 38   | 부강면   |                               |
| 금남면 보건지소 |      | 금남면 용포로 57    | 금남면   | 황용보건진료소                |
| 장군면 보건지소 |      | 장군면 장척로 400-1 | 장군면   | 송학보건진료소                |
| 연서면 보건지소 |      | 연서면 대첩로 238   | 연서면   | 와촌보건진료소 쌍류보건진료소 |
| 전의면 보건지소 |      | 전의면 만세길 20-12 | 전의면   | 양곡보건진료소                |
| 전동면 보건지소 |      | 전동면 운주산로 386 | 전동면   | 송곡보건진료소                |
| 소정면 보건지소 |      | 소정면 소정구길 201 | 소정면   |                               |
| 한솔동 보건지소 |      | 노을3로 85          | 한솔동   |                               |
| 도담동 보건지소 |      | 보람로 77           | 도담동   |                               |